# قلاب‌دوزی

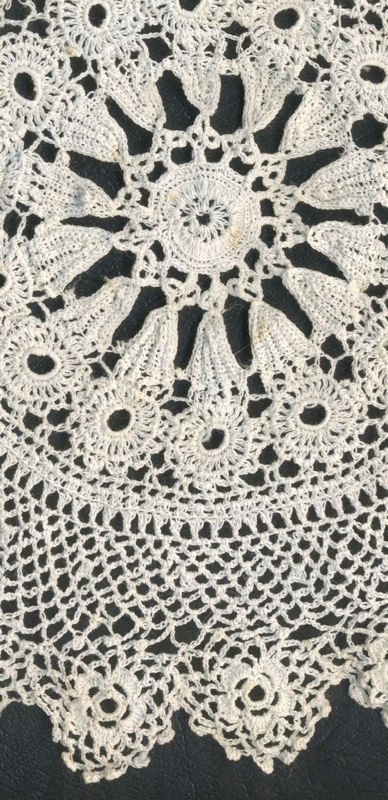
یک دستمال سفره قلاب‌دوزی‌شدهٔ سوئدی.

قُلاب‌دوزی یا قلاب‌بافی (به انگلیسی: Crochet) یکی از صنایع دستی رودوزی است.
پیشینه قلابدوزی در ایران به سال ۵۵۰ پیش از میلاد می‌رسد و باستان‌شناسان در منطقه لولان نمونه‌هایی از قلاب‌دوزی و ملیله‌دوزی یافته‌اند. از مربیان مطرح ایرانی می توان به خانم مینا محمدیان اشاره کرد .

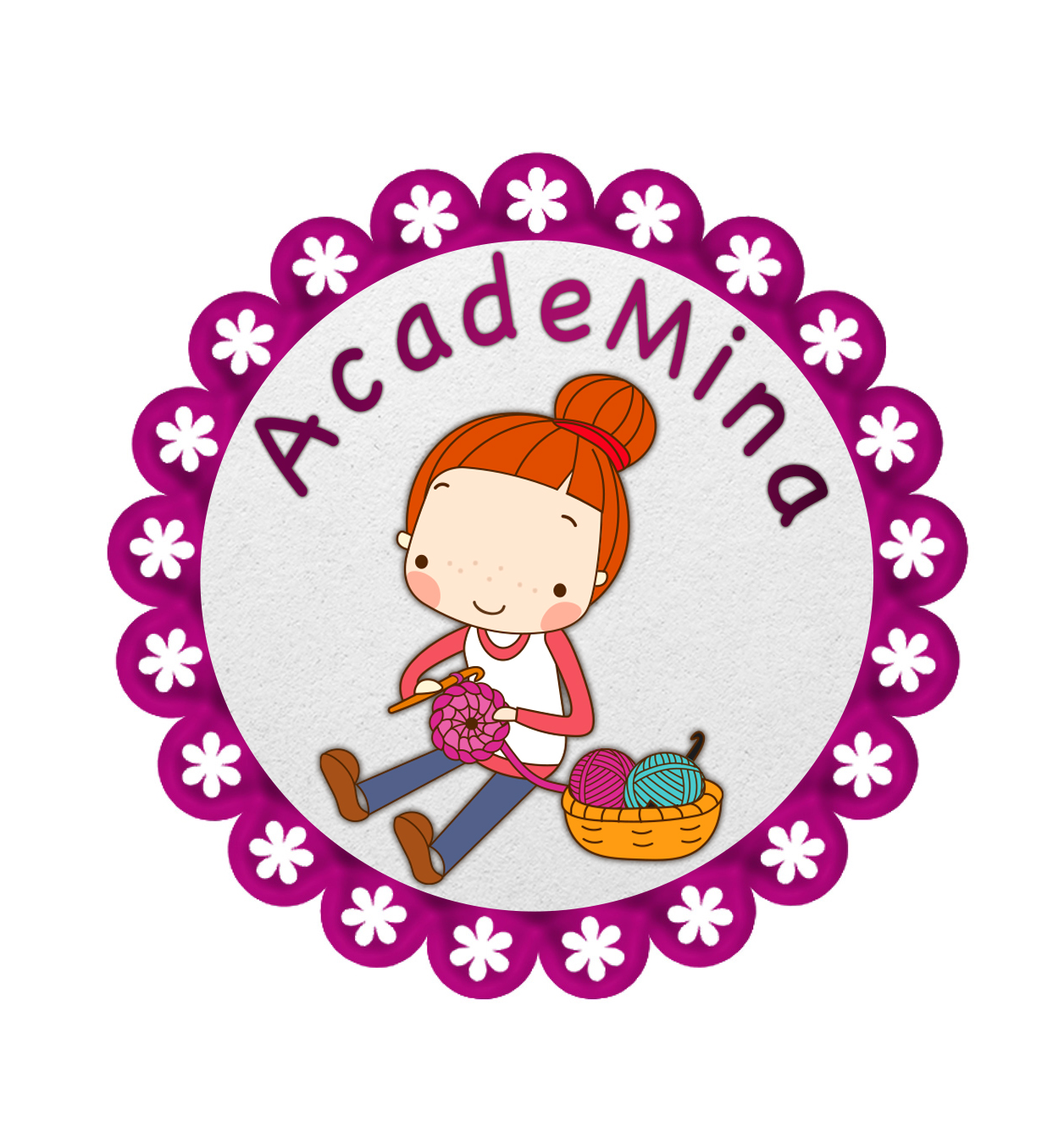
تمبر منتشر شده به مناسبت 12 سپتامبر روز جهانی قلاب بافی در ایرلند.

قلاب دوزی به سه روش اجرا می‌شود: قلاب‌دوزی ساده، قلاب‌دوزی برجسته و قلاب‌ دوزی معرق. قلاب‌  دوزی معرق زیباتر و پرکارتر است؛ در این روش ماهوت رنگی را در شکل‌های موردنظر بریده و بر زمینه کار، روی گلبرگها و برگ‌ها قرار می‌دهند و دور آن‌ها را با کمک قلاب به پارچه زمینه متصل می‌کنند.
قلاب مورد استفاده برای قلاب‌ بافی، فلزی است و نوک آن برخلاف قلاب‌های معمولی انحنا ندارد و تیز است. یک بریدگی مورب نیز در ۵ میلی‌متری نوک قلاب وجود دارد. جَریده ابزار دیگر قلاب‌دوزی است و مانند گیره، یک قسمت از پارچه را در دهانه آن قرار می‌دهند و به کمک زانو آن را به هم فشار می‌دهند تا پارچه خارج شود. سپس سر نخ رنگی را گره می‌زنند و قلاب را از روی پارچه به درون فرو می‌کنند و گره را در شیار مورب قلاب گیر می‌دهند و قلاب را از پارچه بیرون می‌کشند. به این ترتیب از نخ یک نیم‌دایره درست می‌شود. این کار را آنقدر تکرار می‌کنند تا خطوط طرح به شکل زنجیروار دوخته شود.
پارچه زمینه برای قلاب بافی معمولاً ماهوت مرغوب به رنگ‌های سیاه، آبی تیره، زرشکی، قرمز تند و قهوه‌ای است. جنس نخ‌ها نیز ابریشم طبیعی و تابیده در رنگ‌های مختلف است.
از کارهای قلاب بافی برای رومیزی، رویه کرسی، جاقرآنی و … استفاده می‌شود.

## نگارخانه

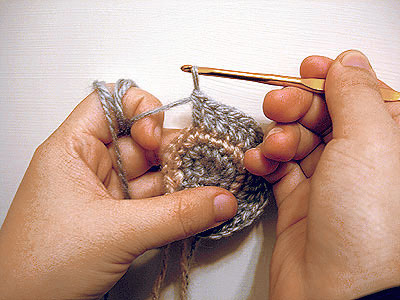
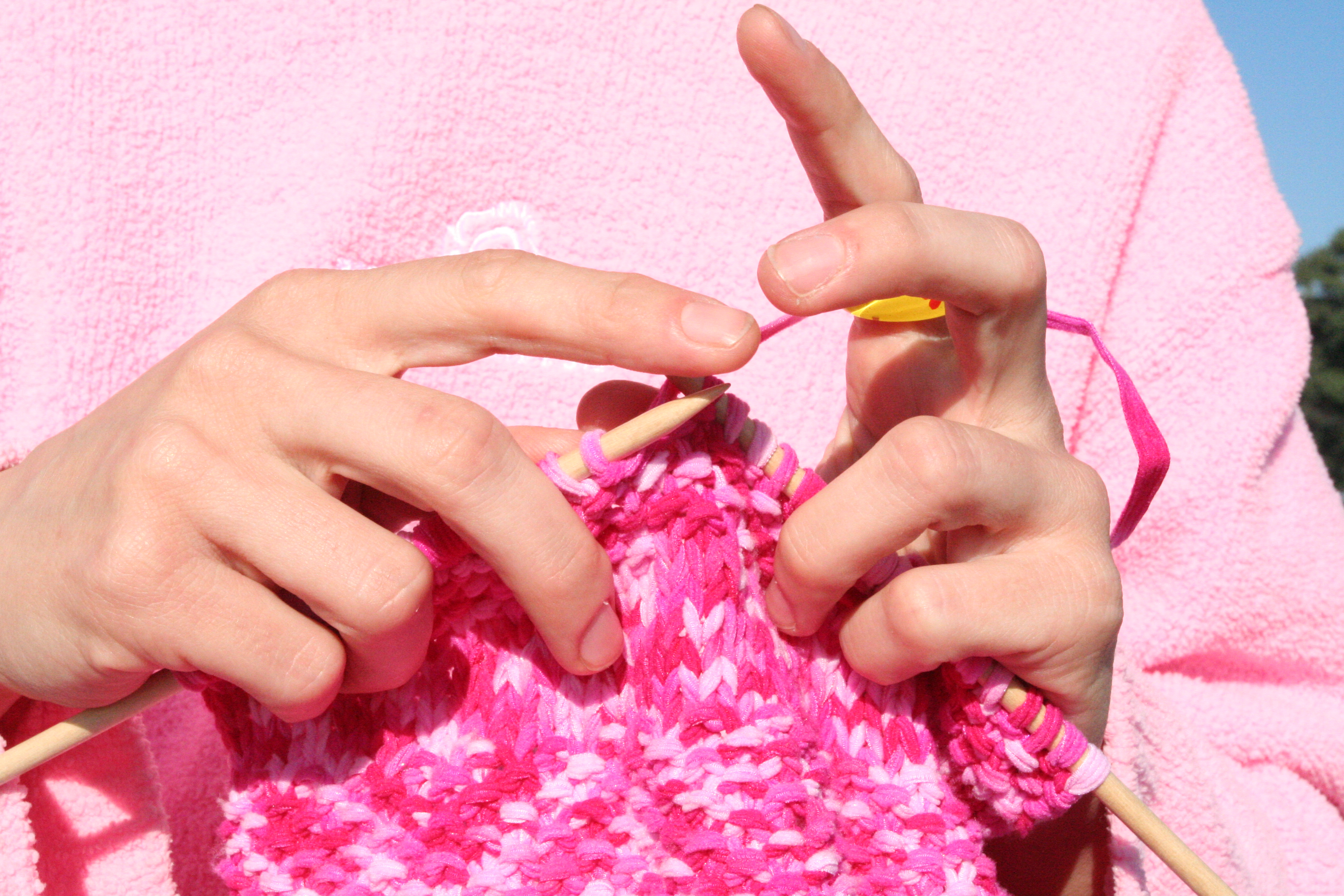
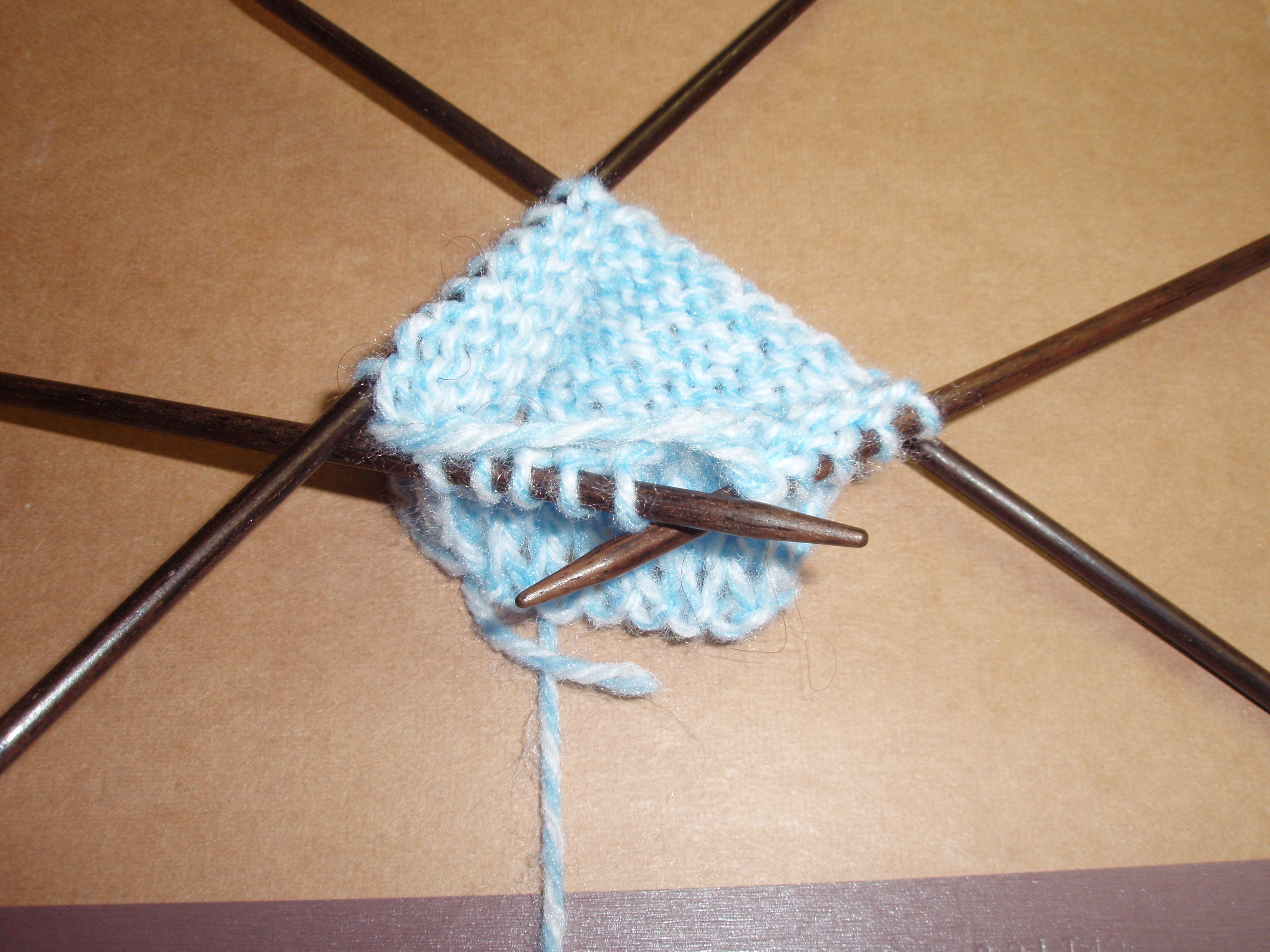